# Манастир Суково
Манастир Суково се налази 18 km источно од Пирота код села Сукова, на десној обали реке Јерме. Налази се у подножју брда званог "Царев камен". Припада Епархији нишкој Српске православне цркве и представља непокретно културно добро као споменик културе од великог значаја. Старешина манастира је игуман Серафим Мишић

## Легенда о Манастиру
Према народном предању, које се чува у овом крају, данашње манастирско имање, све до 1857. год., било је својина Турчина Сали–бега из Пирота. Он је имао јединца сина, по имену Емина. На том имању Турчин је имао две воденице. Ту данас постоје обриси Бегове куле где је проводио време са својом породицом. Бег је чешће долазио у Суково и са својим пријатељима ишао у лов по шуми. Једнога дана када је био са породицом у Сукову, примети једнога младића, Србина, како нешто чепрка по земљи. То је био Веља из Великог Села, близу Крупца. Он је био сироче, те се чешће виђао око Крупачке цркве код ондашњег пароха попа Јована Мадића који је био из истог села. Како није имао деце, поп Јован је чувао Вељу као свога сина и дао му засебну собу на другом спрату црквене куће. Веља је био чудновато дете. Често је причао како доживљава тајанствена виђења, како чује непознате гласове и снива загонетне снове. Ни поп Јован, ни његова околина нису придавали никакву важност Вељиним причама. Али једне зимске ноћи, деси се нешто што је променило њихово мишљење. Поп Јован нареди своме ученику Видену Јовановићу из Одороваца да однесе мало ватре у мангалу у Вељину собу. Кад се Виден приближио вратима, чуо је умилно певање многих гласова. Коса му се подиже на глави и није смео да уђе у собу. Сав преплашен, оставио је мангал, отрчао и све испричао попу Јовану. Јован се најпре насмејао, па је и сам пошао. Када се приближио вратима, чуо је исто певање. Зачуђен, отворио је врата, и видео да Веља спава мирним сном, док у соби никог другог није било. Поп Јован тек сада поверова казивању Вељином да му се у сну јавља св. Богородица и наређује да се на месту званом „Црквиште“, измећу Бегових воденица, откопа манастир. Ускоро Веља дође у Суково и са неколико сељака отпоче да копа. На том месту наиђоше на једну стару икону и кандило, те по томе сазнаше да су ту темељи хришћанске цркве. Први који је сазнао за ово откопавање био је бегов син Емин. Он се расрди на Србе и почне да их гони и псује најпогрднијим речима. Одједном осети грчеве у рукама и ногама и почне дозивати у помоћ, али му нико није могао помоћи. Хитно дозваше из куле његовог оца и мајку, који покушаше да га подигну, али нису успели. Настаде плач и јаукање. Онда се неко од сељака сети поп Јована из
Крупца. Турчин брзо пошаље човека код Јована; он одмах дође и отпоче читање молитава и метанисање са оним народом. Када и сам Турчин скиде капу, приклони колена и одобри рад, јединац му се син смири од болова. После тога, приклони се на оном месту, удари главом о земљу, пољуби у руке све присутне, па и самога Вељу.

## Прошлост манастира
Век градње и ктитор манастира су непознати, док је манастирска црква посвећена Успењу Пресвете Богородице. На основу мало сачуваних података, зна се да је више пута рушен, као и то да је живописан 1606. године.
Данашњу манастирску цркву подигао је од 1857. до 1859. године, по предању, Сали-бег из Пирота. Он је на темељима веома старе цркве подигао нову, у знак захвалности за оздрављење свог сина Емина, а живопис у њој је урађен 1869. године. Прилог за дизање цркве је понајвише дала монахиња Ефимија из Пирота, која је за ту прилику ишла до Јерусалима. По запису на Минеју 31. августа 1859. године исти су приложио руфет грначарски, Суковском манастиру. Године 1882. ту су само игуман и један јеромонах; нурију нису имали. Био је 1888. године игуман манастира Партеније Јоцић, са једним ђаконом. Током I светског рата, манастир су 1915. године опљачкали Бугари.
У манастиру су се почетком 20. века гајиле расне гуске и друга живина. Било је то узорно газдинство које је добијало награде на изложбама. Долазиле су до манастира ђачке екскурзије око 1900. године. Били су 1925. године у манастиру руски калуђери. Придржавали су се они Светогорског типика. Око манастира се сваке године уочи одржавао народни сабор. Старешина манастира био је 1937. године отац Варнава. Након рата 1946. године комунистичке власти су у манастиру Сукову ухапсиле оца Јустина Поповића.
Сама манастирска црква има основу триконхоса (тролиста) и кубе се крстом. Нартекс јој је обновљен 1947. године, а цела црква је реконструисана 1974. године и том приликом је откривен већи број предмета, који се данас налазе у музеју Понишавља у Пироту.
Манастир Суково се од 1968. године налази под заштитом државе, а њему се налазе и две фреске које привлаче посебну пажњу, приказ светог Христифора са ореолом и животињском главом и приказ Богородице са крилима.

## Изглед
Црква је триконкос са три полукружне аспиде, од којих источна служи олтару, а северна и јужна певницима. Зидана је тесаним каменом са врућим кречом, а покривена обичном ћерамидом. Кровна конструкција завршава се једним кубетом, које је ниско и има кружну основу са крстом на врху. Зидарске послове изводио је Матеја Нешић из села Изатоваца уз припомоћ мештана Делка Јовановића, Милка Веселиновића и Ранђела Пејчића. У цркву се улази кроз пространу припрату, која је 1947. године пала и исте године подигнута нова, настојањем старешине монахиње Херувиме. На самом улазу у припрату с леве стране је заједничка гробница проналазача и оснивача манастира попа Јована и монаха Венијамина. На целом простору, по свим зидовима, насликан је Страшни суд, где св. апостол Петар са кључевима у рукама уводи праведнике у рај, а ђаво грешнике у пакао. Животопис је једноставан, а многе су фреске оштећене. Сама пак црква има троја врата. Средња, која су у исто време и главна, отварају се само о слави и великим празницима.
Занимљиво је да у групи светаца у ниши десне певнице, поред осталих, насликан је и један мученик, чија глава више личи на животињску, готово коњску, или псећу, него ли на људску. Око главе има ореол и натпис: с. м. Христифор. Према источним житијама, мученик потиче од неког племена људождера, тзв. псоглавих (на грчком кинокефалон) и звао се Репровос. Ова иконографија је врло ретка у источном хришћанству.
Арматура иконостаса овог манастира рађена је у дивном дуборезу и представља праву уметничку вредност. Он се састоји из три дела. Испод престолних икона у првом реду су сцене из Старог завета.